# Museum am Löwentor

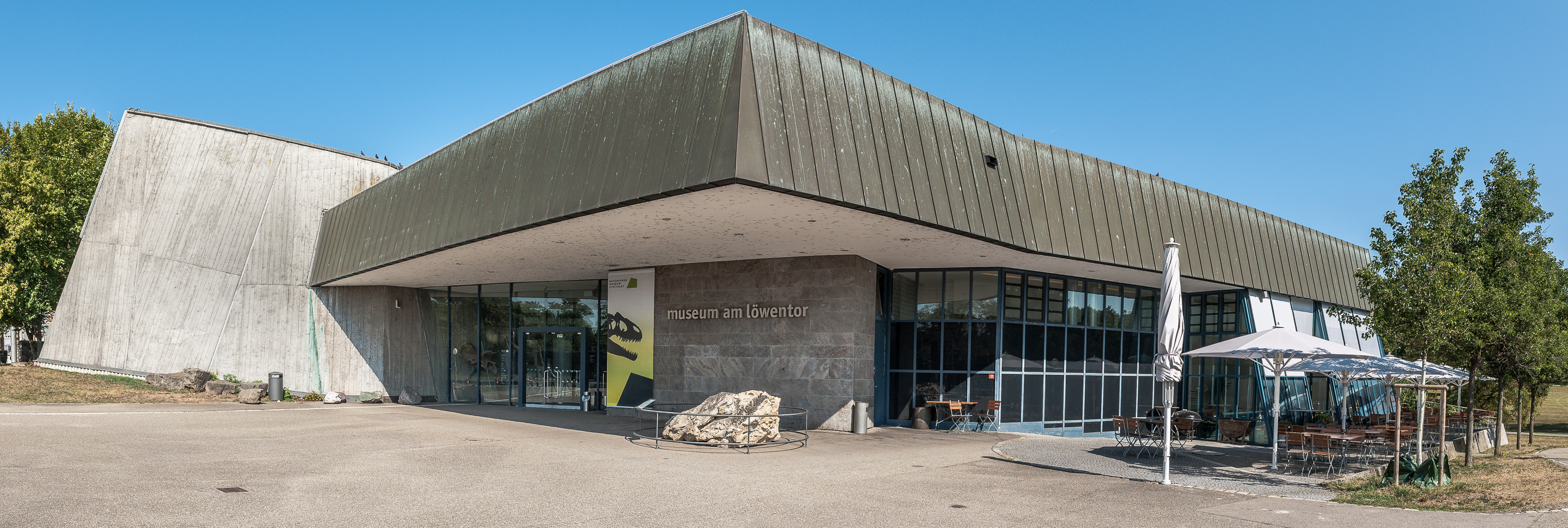
Museum am Löwentor

Das Museum am Löwentor, oft kurz Löwentormuseum, ist ein Museum für Paläontologie und Geologie. Es ist Teil des Staatlichen Museums für Naturkunde Stuttgart, zu dem außerdem noch das Museum Schloss Rosenstein sowie einige Außenstellen gehören. Das Museum am Löwentor liegt im Stuttgarter Norden am Rande des Rosensteinparks und hat im Jahr rund 110.000 Besucher.

## Geschichte
Das Staatliche Museum für Naturkunde Stuttgart ging 1950 aus der 1791 eingerichteten Naturaliensammlung der Herzöge von Württemberg hervor. Im Jahre 1817 erklärte König Wilhelm I. diese zur öffentlichen Sammlung des Staates. Ab 1854 arbeitete Oscar Fraas an der systematischen Erweiterung der geologischen, paläontologischen und mineralogischen Abteilungen im Königlichen Naturalienkabinett und ab 1894 sein Sohn Eberhard Fraas.
Die Sammlung des Staatlichen Museums für Naturkunde war vor dem Zweiten Weltkrieg in der Neckarstraße in der Innenstadt untergebracht. Ein Teil der Exponate wurde im Krieg zerstört, der weitaus größere Teil, der vorher ausgelagert wurde, blieb erhalten. Die biologische Sammlung des Museums wird seit 1954 im Schloss Rosenstein gezeigt.
Eine geeignete Ausstellungsfläche für die paläontologische Sammlung wurde nach Standortsuche und Planungszeit im Neubau des Museums am Löwentor verwirklicht (Baubeginn 1981, Eröffnung 1985). Das Stuttgarter Architekturbüro Siegel, Wonneberg und Partner entwarf einen Museumskomplex, bestehend aus zwei an einen weitläufigen Hof grenzenden und unterirdisch miteinander verbundenen Gebäuden.
Im südöstlich gelegenen Bau befinden sich auf mehreren, teils unterirdischen Etagen Magazine, Forschungslabore, Werkstätten, Arbeitsräume, die Direktion, Öffentlichkeitsarbeit und Verwaltung.
Im Norden des Vorplatzes liegt das Ausstellungsgebäude, an dieses angegliedert eine Cafeteria. Die Schausammlung ist ein „Ein-Raum-Museum“ mit drei Ebenen und insgesamt über 3500 Quadratmetern Ausstellungsfläche, die Raumhöhe beträgt bis zu 11 Meter.
Direktorin war bis Januar 2021 Johanna Eder. Die Interimsdirektion hat Lars Krogmann inne.

## Dauerausstellung
Die Ausstellung im Museum am Löwentor zeigt eine Anzahl Fossilfunde überwiegend aus Südwestdeutschland, einer Region mit vergleichsweise reichen Fossilvorkommen. Ein Exponat im Museum ist der Schädel des Steinheimer Urmenschen Homo steinheimensis (siehe dazu auch Urmensch-Museum).
In der Eingangsebene des Museums befinden sich Kasse und Informationsstand, der Museumsladen und Raum für wechselnde Sonderausstellungen. Gleich neben dem Eingang führen einige Stufen in das sogenannte Bernsteinkabinett, welches in das fossile Harz eingeschlossene Tiere und Pflanzen zeigt.

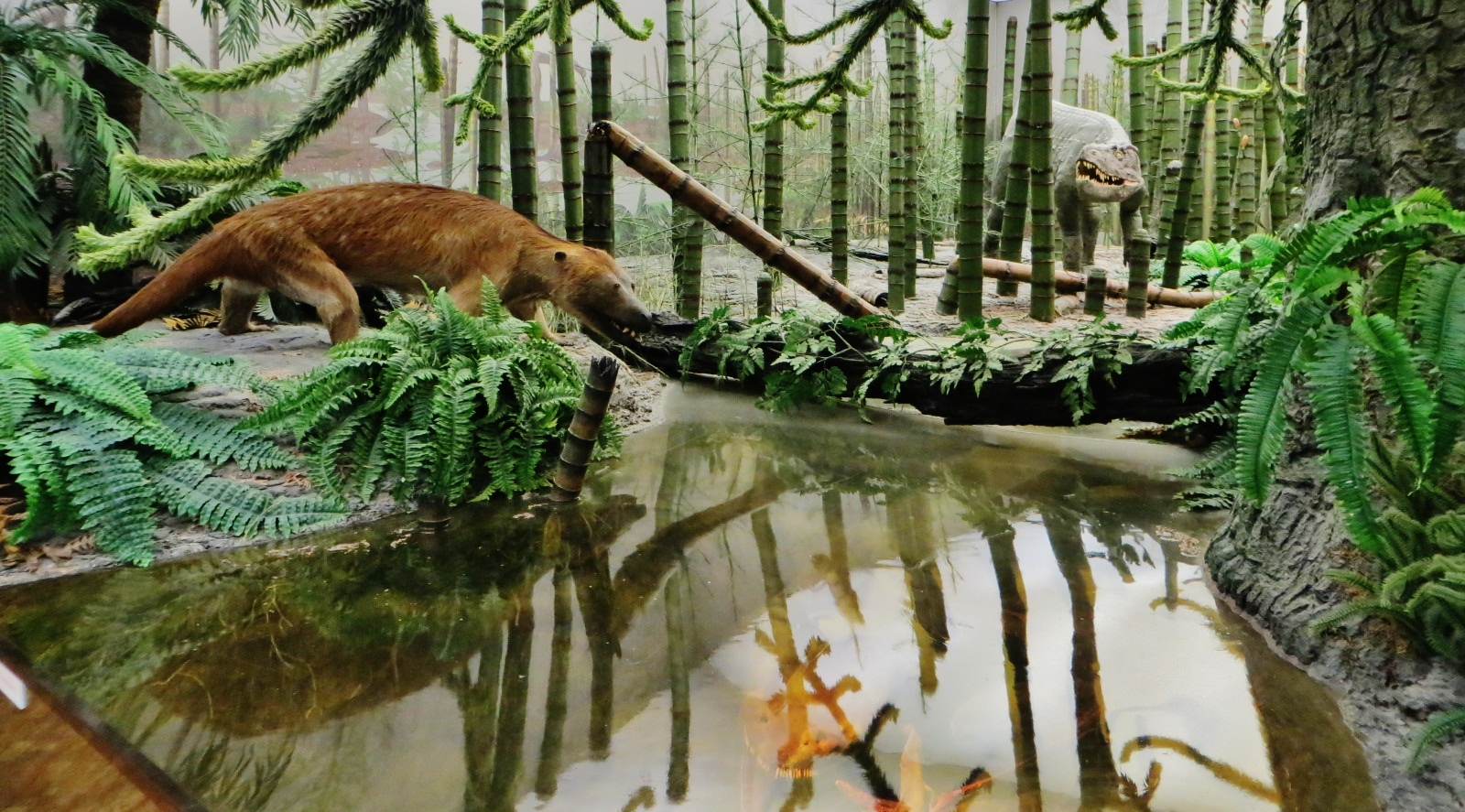
Landschaftsrekonstruktion Lias

Vom Eingang führt eine Treppe auf ein Zwischengeschoss, auf dem der Rundweg durch die Ausstellung beginnt, die 250 Millionen Jahre Erdgeschichte in Baden-Württemberg abdeckt. Der Weg startet mit der Trias-Zeit (vor ca. 250 bis 210 Mio. Jahren), führt über die Jura-Zeit (vor ca. 210 bis 140 Mio. Jahren) bis in die Tertiär-Zeit (65 bis 2 Mio. Jahre) und endet mit Mammut, Auerochse und dem Höhlenbär im Eiszeitalter des Quartärs (vor zwei Mio. Jahren bis heute).
Lebensgroße Nachbildungen der Urzeitbewohner in Dioramen (Buntsandstein, Muschelkalk, Unterer Keuper, Mittlerer Keuper, Schwarzer Jura, Weißer Jura), kombiniert mit den Originalfunden, sollen Einblicke in die Welt vor Millionen Jahren geben. Weitere Dioramen u. a. zum Quartär sind geplant.
2007 wurde im Museum am Löwentor die Große Landesausstellung Baden-Württemberg „Saurier – Erfolgsmodelle der Evolution“ gezeigt. Diese Ausstellung präsentierte die Saurier als erfolgreiche Tiere, die die Erde 250 Millionen Jahre lang bevölkerten. Insgesamt wurden 328.000 Besucher gezählt. Seit 2008 erfolgt eine Überarbeitung und graphische Erneuerung der gesamten Ausstellung. 2020 erhielt das Museum zwei lebensgroße Modelle von Urzeitelefanten.

## Museumspädagogik
Das Museum bietet Führungen für Erwachsene, Familien und Kinder, die unterschiedliche Schwerpunkte setzen, wie Zeitreisen durch die Urzeit oder globale Lebensräume der Erde. Besondere Führungen finden bei Taschenlampenlicht oder in barrierefreien Formaten statt, wie Führungen in einfacher Sprache, mit Tastobjekten oder in Gebärdensprache. Außerdem gibt es Workshops wie Zeichnen im Museum. Diese laden Besucher ein, künstlerisch tätig zu werden, während Ferienprogramme und thematische Familienführungen das Angebot ergänzen. Vortragsreihen und Formate wie der „Science Pub“ bieten Einblicke in aktuelle Forschungsergebnisse.

## SkulpturSaurier

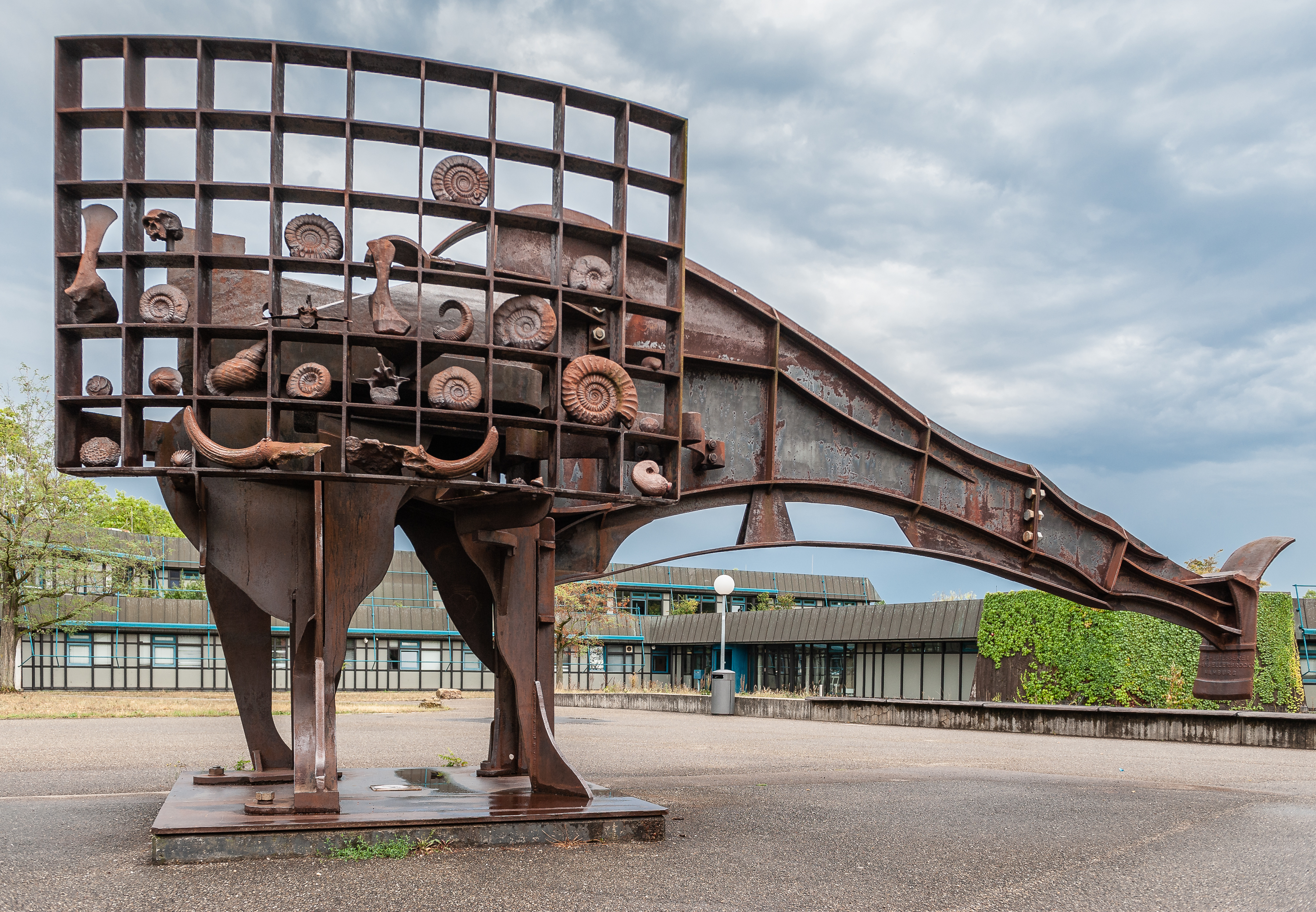
Saurier von Bernhard Luginbühl

Die Skulptur Saurier wurde von Bernhard Luginbühl 1982–1984 geschaffen. Die Stahlteile stammen vom Schrottplatz einer Schiffswerft in Hamburg-Wilhelmsburg, wo sie auch zusammengefügt wurden. Auf der Rückseite des stilisierten, 3 m hohen und 7 m langen Saurierkörpers befindet sich eine Art Setzkasten, in dem Abgüsse paläontologischer Fundstücke wie Ammoniten, Knochen und Schneckenhäuser ausgestellt sind.